# Eddie Brock
Edward Charles Allan Brock és un personatge fictici i un antiheroi que apareix en els còmics publicats per Marvel Comics. El personatge va ser creat per David Michelinie i Todd McFarlane, la seva primera aparició va ser un cameo en Web de Spider-Man núm. 18 (setembre 1986), abans de fer la seva primera aparició principal en The Amazing Spider-Man núm. 300 (maig 1988),com l'amfitrió original i més conegut simbiont Venom (maig de 1988), com l'amfitrió original i més conegut del del simbiont Venom. El personatge, des de llavors, ha aparegut en moltes publicacions de Marvel incloent la seva pròpia sèrie Venom. Ha perdurat com un dels vilans més destacats d'Spider-Man, inicialment va ser considerat un dels seus tres arxienemics, juntament amb el Follet Verd i el Doctor Octopus. Més tard es va convertir en un antiheroi, distanciant-se lentament del seu objectiu inicial d'arruïnar la vida de Spider-Man per a fer el bé, fins i tot aliant-se ocasionalment amb ell.
L'encarnació de Brock com Venom va tenir la posició 33 en la llista dels cinquanta més grans personatges de còmic de Empire i la posició 22 en la llista dels cent més grans vilans de còmics de tots els temps d'IGN. El periodista i historiador de còmics Mike Conroy va escriure sobre el personatge: «El que va començar com un vestit de reemplaçament per a Spider-Man es va convertir en una dels grans malsons per al llança-teranyines de Marvel».
A l'Edat Moderna de Llibres de Còmic, el caràcter de Eddie Brock ha presentat en un altre Marvel, va aprovar productes com a sèrie televisiva animada; videojocs; mercats com a figures d'acció, i targetes comercials; Eddie Brock va tenir un cameo Spider-Man (2002) on va ser interpretat per l'actor R.C.Everbeck, però les escenes que va fer van ser eliminades en ser bastant llargues, després en el llargmetratge de Spider-Man 3 (2007) en què està interpretat per l'actor Topher Grace.
Debutant a l''Edat Moderna del Còmic, el personatge ha aparegut en diversos productes avalats per Marvel fora dels còmics, incloent-hi llargmetratges, sèries de televisió animades i videojocs, marxandatge com ara, figures d'acció i cartes col·leccionables. Topher Grace interpreta Eddie Brock/Venom a Spider-Man 3 (2007), mentre que Tom Hardy interpreta el personatge a les pel·lícules Venom (2018), Venom: Let There Be Carnage (2021) i Venom: The Last Dance (2024)  de l'Univers Spider-Man de Sony, així com en una escena postcrèdits de la pel·lícula Spider-Man: No Way Home (2021) de l'Univers Cinematogràfic Marvel.
Un dels malvats més famosos de Spider-Man i un personatge preferit dels fans, l'encarnació de Venom per Eddie Brock va ser classificada en el lloc 33 a la llista dels 50 millors personatges de còmics d' Empire, i en el lloc 22 a la llista dels 100 millors vilans de còmics de tots els temps d'IGN. El periodista i historiador de còmics Mike Conroy escriu sobre el personatge: "El que va començar com un vestit de recanvi per a Spider-Man es va convertir en un dels malsons més grans del llançador de teranyines de Marvel".

## Història de publicació

### Creació i concepció
L'escriptor David Michelinie i l'artista Todd McFarlane són generalment atribuïts a la creació del personatge, basat en diverses idees i conceptes argumentals d'altres creadors. La qüestió de qui va crear el personatge de Venom es va convertir en un tema de controvèrsia el 1993 quan Michelinie va escriure a la revista de la indústria del còmic Wizard, que s'havia referit a Michelinie al número 17 com a "cocreador" de Venom. A la seva carta, publicada al número 21 (maig de 1993), Michelinie va escriure que ell era l'únic creador del personatge, tot i reconèixer que sense McFarlane el personatge no hauria aconseguit la popularitat que va aconseguir.
L'escriptor Peter David va corroborar l'opinió de Michelinie a la seva columna "But I Digress" a la Guia del comprador de còmics del 4 de juny de 1993, en què afirmava que Michelinie va discutir les idees darrere del personatge amb ell en el moment de la seva creació. En aquell moment, David era l'escriptor de The Spectacular Spider-Man i va escriure la història de "Sin Eater" de la qual es derivaria la història de fons d'Eddie Brock, molt abans que McFarlane fos assignat a les tasques artístiques d'Amazing. Com que l'artista que il·lustra la primera aparició publicada d'un personatge generalment se li atribueix el mèrit de ser el seu cocreador (sobretot si aquest artista és qui dissenya l'aspecte visual del personatge), Venom representa una situació complexa, perquè el vestuari del qual es deriva l'aspecte de Venom no va ser dissenyat per McFarlane.
Erik Larsen va respondre a la carta de Michelinie amb una de pròpia que es va publicar a Wizard núm. 23 (juliol de 1993), en què va rebutjar les contribucions de Michelinie al personatge, argumentant que Michelinie simplement va "robar" el simbiont preexistent i els seus poders per col·locar-los en un personatge les motivacions del qual eren mal concebudes, unidimensionals, increïbles i clixés. Larsen també va argumentar que va ser la interpretació de McFarlane del personatge el que el va fer comercial.
També s'han assenyalat els elements preexistents que tractaven del vestit de simbiont en si, als quals Michelinie no va contribuir. La idea original d'un nou vestit per a Spider-Man que més tard es convertiria en el personatge Venom va ser concebuda per un lector de Marvel Comics de Norridge, Illinois, anomenat Randy Schueller. Marvel va comprar la idea per 220,00 dòlars després que l'editor en cap d'aquell moment, Jim Shooter, enviés a Schueller una carta reconeixent el desig de Marvel d'adquirir-li la idea, el 1982. El disseny de Schueller va ser modificat per Mike Zeck, convertint-se en el vestit de simbiont. Per exemple, Shooter va tenir la idea de canviar Spider-Man per un vestit en blanc i negre, possiblement influenciat pel disseny de vestit previst per a la nova Spider-Woman, amb els artistes Mike Zeck i Rick Leonardi, així com altres, dissenyant el vestit en blanc i negre.
L'autor de còmics John Byrne afirma al seu lloc web que la idea d'una disfressa feta de material biològic autocuratiu va ser una que va originar quan era l'artista d'Iron Fist per explicar com la disfressa d'aquell personatge s'esquinçava constantment i després, aparentment, es reparava al següent número, explicant que va acabar no utilitzant la idea en aquell títol, però que Roger Stern més tard li va preguntar si podia utilitzar la idea per a la disfressa d'alienígena de Spider-Man. Stern, al seu torn, va planificar el número en què va aparèixer la disfressa per primera vegada, però després va deixar el títol. Van ser l'escriptor Tom DeFalco i l'artista Ron Frenz els que van establir que la disfressa era un ésser alienígena sensible i que era vulnerable a una alta energia sonora durant la seva temporada a The Amazing Spider-Man que va precedir la de Michelinie. Independentment d'això, la posició de Peter David és que Michelinie és l'únic creador, ja que la idea de crear un personatge separat utilitzant el simbiòtic alienígena va ser de Michelinie, igual que la història de fons d'Eddie Brock, i que sense la idea de crear aquest personatge, el personatge no hauria existit.
En una entrevista amb Tom DeFalco, McFarlane afirma que Michelinie va ser el creador de la idea de Venom i del disseny bàsic del personatge ("un paio gran amb vestit negre"). Tanmateix, sosté que va ser ell (McFarlane) qui va donar a Venom els seus trets monstruosos. Afirma: "Només volia fer-lo estrany i esgarrifós, i no només un paio amb vestit negre".
Aquesta disputa va sorgir en un moment en què es debatien els mèrits dels artistes com a col·laboradors i escriptors a la indústria, una discussió impulsada per la popularitat d'artistes com McFarlane, Larsen i altres fundadors d'Image Comics.
L'existència de Venom es va indicar per primera vegada a Web of Spider-Man #18 (setembre de 1986), quan empeny Peter Parker davant d'un tren de metro sense que el sentit aràcnid de Parker l'adverteixi, tot i que només es veu la mà d'Eddie Brock a la vitrina. El següent indici de l'existència de Venom va ser a Web of Spider-Man núm. 24 (març de 1987), quan Parker ha sortit per la finestra d'un pis alt per transformar-se en Spider-Man, però troba un braç negre que surt per la finestra i l'agafa, de nou sense que el seu sentit aràcnid l'adverteixi.
El personatge va romandre invisible i inactiu fins que l'editor d'Amazing Spider-Man, Jim Salicrup, va necessitar un dolent per al número 300 d'aquell llibre, i Michelinie va suggerir un dolent que consistís en el simbiòtic alienígena empeltat al cos d'una dona humana; buscant venjança per la mort del seu marit i el seu nadó avortat que moriria accidentalment com a resultat desafortunat de la lluita de Spider-Man contra un altre supervilà. A causa de les sensibilitats culturals de l'època i els problemes amb la història de fons del personatge que podrien enfadar la majoria moral, Salicrup va obligar Michelinie a crear un personatge masculí. Michelinie va idear llavors la identitat d'Eddie Brock. Michelinie sosté que les trames dels números 298-299, així com les descripcions visuals del personatge, van ser escrites i comprades per Salicrup abans que McFarlane fos assignat al llibre. En una entrevista del 2014 amb el canal de YouTube ComicPop, Michelinie va dir que estava decebut que l'arc del personatge femení mai s'hagués explorat, però sentia que canviar el personatge a masculí finalment va tenir un efecte mínim en la seva visió del personatge. En la mateixa entrevista, Michelinie va comentar que estava majoritàriament satisfet amb el tracte que Eddie Brock havia rebut dels successius guionistes de Marvel.
Eddie Brock està interpretat per l'actor ingles Tom Hardy en la pel·lícula Venom (2018) i la seva seqüela Venom: Let There Be Carnage (2021).